# Live And Well in Japan!
Live And Well in Japan! – koncertowy album muzyczny amerykańskiego saksofonisty i trębacza jazzowego Benny'ego Cartera i towarzyszącego mu zespołu. Nagrania zarejestrowano na żywo podczas koncertów w Kosei Nenkin Hall w Tokio (Japonia) 29 kwietnia 1977. Płyta (LP) wydana w 1978 przez Pablo-Polydor Japan, jako CD ukazała się w 1990 (Fantasy) i w 1992 (Pablo Records).

## O albumie
Na płycie znalazły się najlepsze wykonania z dwóch koncertów w Tokio, podczas występów kończących tournèe zespołu Cartera po Japonii w 1977. Organizatorzy prosili Cartera by koncert był wyrazem uznania i hołdu dla takich muzyków jak Duke Ellington, Johnny Hodges, Louis Armstrong, Billie Holiday i Fats Waller, stąd też właśnie ich kompozycje, czy też utwory z nimi związane, stanowiły podstawę występu. Partie wokalne w spopularyzowanym przez Armstronga utworze "When You're Smiling" wykonał trębacz zespołu Cat Anderson.

## Muzycy
- Benny Carter – saksofon altowy, trąbka
- Budd Johnson – saksofon tenorowy i sopranowy
- Cecil Payne – saksofon barytonowy
- Britt Woodman – puzon
- Cat Anderson – trąbka, śpiew
- Joe Newman – trąbka
- Nat Pierce – fortepian
- Mundell Lowe – gitara
- George Duvivier – kontrabas
- Harold Jones – perkusja

## Lista utworów
| 1. | "Squatty Roo" (Johnny Hodges) | 12:45 |
|    | |       |
| 2. | Tribute to Louis Armstrong | 6:05  |
|    | - a.) "When It's Sleepy Time Down South" (Clarence Muse, Leon René, Otis René) - b.)"Confessin' That I Love You" (muz. Doc Daugherty, Ellis Reynolds, sł. Al Neiburg) - c.)"When You're Smiling" (Larry Shay, Mark Fisher, Joe Goodwin) |       |
| 3. | "Them There Eyes" (Maceo Pinkard, Doris Tauber, William Tracey) | 11:22 |
|    | |       |
| 4. | "It Don't Mean A Thing (If It Ain't Got That Swing)" (muz. Duke Ellington, sł. Irving Mills) | 10:45 |
|    | |       |
|    | | 40:57 |
|    | |       |

## Informacje uzupełniające
- Produkcja – Benny Carter
- Remiksy – Val Valentin
- Remastering cyfrowy – Phil De Lancie (Fantasy Studios, 1992)
- Dyrekcja artystyczna – Phil Carroll
- Projekt okładki – Gilles Margerin
- Zdjęcia – Phil Stern